# Michael Kümmerle
Michael Kümmerle (Leonberg, 21 aprile 1979) è un ex calciatore tedesco, di ruolo centrocampista.

## Carriera

### Club
Ha giocato nella seconda divisione tedesca e nella massima serie cipriota.

### Nazionale
Nel 2000, ha giocato tre partite con la nazionale tedesca Under-21, realizzandovi anche una rete.

## Statistiche

### Presenze e reti nei club
| Stagione                 | Squadra                  | Campionato               | Campionato | Campionato | Coppe nazionali | Coppe nazionali | Coppe nazionali | Coppe continentali | Coppe continentali | Coppe continentali | Altre coppe | Altre coppe | Altre coppe | Totale | Totale |
| Stagione                 | Squadra                  | Comp                     | Pres       | Reti       | Comp            | Pres            | Reti            | Comp               | Pres               | Reti               | Comp        | Pres        | Reti        | Pres   | Reti   |
| ------------------------ | ------------------------ | ------------------------ | ---------- | ---------- | --------------- | --------------- | --------------- | ------------------ | ------------------ | ------------------ | ----------- | ----------- | ----------- | ------ | ------ |
| 1998-1999                | Kickers Stoccarda        | 2L                       | 1          | 0          | CG              | 1               | 0               |                    | -                  | -                  |             | -           | -           | 2      | 0      |
| 1999-2000                | Kickers Stoccarda        | 2L                       | 29         | 2          | CG              | 6               | 0               |                    | -                  | -                  |             | -           | -           | 35     | 2      |
| 2000-2001                | Kickers Stoccarda        | 2L                       | 29         | 3          | CG              | 1               | 0               |                    | -                  | -                  |             | -           | -           | 30     | 3      |
| Totale Kickers Stoccarda | Totale Kickers Stoccarda | Totale Kickers Stoccarda | 59         | 5          |                 | 8               | 0               |                    | -                  | -                  |             | -           | -           | 67     | 5      |
| 2001-2002                | Greuther Fürth           | 2L                       | 0          | 0          | CG              | 0               | 0               |                    | -                  | -                  |             | -           | -           | 0      | 0      |
| 2002-2003                | Greuther Fürth           | 2L                       | 1          | 0          | CG              | 0               | 0               |                    | -                  | -                  |             | -           | -           | 1      | 0      |
| 2003-2004                | Greuther Fürth           | 2L                       | 15         | 2          | CG              | 2               | 0               |                    | -                  | -                  |             | -           | -           | 17     | 2      |
| Totale Greuther Fürth    | Totale Greuther Fürth    | Totale Greuther Fürth    | 16         | 2          |                 | 2               | 0               |                    | -                  | -                  |             | -           | -           | 18     | 2      |
| 2004-2005                | Hoffenheim               | RL                       | 3          | 0          |                 | -               | -               |                    | -                  | -                  |             | -           | -           | 3      | 0      |
| 2005-2006                | Hoffenheim               | RL                       | 15         | 0          |                 | -               | -               |                    | -                  | -                  |             | -           | -           | 15     | 0      |
| Totale Hoffenheim        | Totale Hoffenheim        | Totale Hoffenheim        | 18         | 0          |                 | -               | -               |                    | -                  | -                  |             | -           | -           | 18     | 0      |
| ago.-dic. 2006           | Kickers Emden            | RL                       | 8          | 0          |                 | -               | -               |                    | -                  | -                  |             | -           | -           | 8      | 0      |
| gen.-mag. 2007           | Hessen Kassel            | RL                       | 13         | 0          |                 | -               | -               |                    | -                  | -                  |             | -           | -           | 13     | 0      |
| 2007-2008                | Hessen Kassel            | RL                       | 33         | 0          |                 | -               | -               |                    | -                  | -                  |             | -           | -           | 33     | 0      |
| Totale Hessen Kassel     | Totale Hessen Kassel     | Totale Hessen Kassel     | 46         | 0          |                 | -               | -               |                    | -                  | -                  |             | -           | -           | 46     | 0      |
| 2008-2009                | Atromītos Geroskīpou     | A                        | 20         | 0          | CC              | ?               | ?               |                    | -                  | -                  |             | -           | -           | 20     | 0      |
| 2009-2010                | Weiden                   | RL                       | 12         | 0          | CG              | 1               | 0               |                    | -                  | -                  |             | -           | -           | 13     | 0      |
| 2010-2011                | Kirchheim                | OL                       | 27         | 3          |                 | -               | -               |                    | -                  | -                  |             | -           | -           | 27     | 3      |
| Totale carriera          | Totale carriera          | Totale carriera          | 206        | 10         |                 | 11              | 0               |                    | -                  | -                  |             | -           | -           | 217    | 10     |